# Дренов Бок
Дренов Бок је насељено место у општини Јасеновац, у новској Посавини, Република Хрватска.

## Историја
Дренов Бок се од распада Југославије до маја 1995. године налазила у Републици Српској Крајини.
До територијалне реорганизације у Хрватској насеље се налазило у саставу бивше велике општине Новска.

## Становништво
На попису становништва 2011. године, Дренов Бок је имао 82 становника.

## Попис 1991.
На попису становништва 1991. године, насељено место Дренов Бок је имало 222 становника, следећег националног састава:
| Попис 1991.‍  | Попис 1991.‍  | Попис 1991.‍ | Попис 1991.‍ | Попис 1991.‍ |
| ------------ | ------------ | ----------- | ----------- | ----------- |
|              |              |             |             |             |
| Хрвати       | Хрвати       |             | 199         | 89,63%      |
| Срби         | Срби         |             | 6           | 2,70%       |
| Мађари       | Мађари       |             | 1           | 0,45%       |
| Пољаци       | Пољаци       |             | 1           | 0,45%       |
| Словенци     | Словенци     |             | 1           | 0,45%       |
| неопредељени | неопредељени |             | 4           | 1,80%       |
| непознато    | непознато    |             | 10          | 4,50%       |
| укупно: 222  |              |             |             |             |